# توني راموس
توني راموس (بالبرتغالية: Tony Ramos‏) هو ممثل برازيلي، ولد في 25 أغسطس 1948 في البرازيل. بدأ مشواره المهني سنة 1965.

## وصلات خارجية
- توني راموس على موقع IMDb (الإنجليزية)
- توني راموس على موقع ألو سيني (الفرنسية)
- توني راموس على موقع أول موفي (الإنجليزية)
- توني راموس على موقع قاعدة بيانات الفيلم (الإنجليزية)
- توني راموس على موقع كينوبويسك (الروسية)